# Ken Colyer
Ken Colyer (18. dubna 1928 – 8. března 1988) byl britský jazzový trumpetista. V roce 1949 se stal členem skupiny Crane River Jazz Band, kde vedle něj hrál například klarinetista Monty Sunshine. Později hrál hlavní trubku v kapele Chrise Barbera. V roce 1971 mu byla diagnostikována rakovina žaludku a na čas se přestal věnovat hudbě. Později se k hudbě vrátil a věnoval se jí až do osmdesátých let. Ke konci života žil na jihu Francie, kde také v roce 1988 ve svých devětapadesáti let zemřel.